# Gunnhild Øyehaug
Œuvres principales
- Slaven av blåbæret
- Vente, blinke

Gunnhild Øyehaug, née le 9 janvier 1975 à Volda (Norvège), est une poétesse et écrivain norvégienne.

## Carrière
Élevée à Ørsta, elle a fait ses études en Littérature Comparée à Bergen et enseigne aujourd'hui à l'Académie d'écriture d'Hordaland. À 16 ans, elle rêvait d'être le nouveau grand nom de la littérature norvégienne, aux côtés de Henrik Ibsen et Bjørnstjerne Bjørnson.
Elle travaille également comme éditrice pour les magazines Kraftsentrum et Vagant ainsi que comme critique littéraire pour Morgenbladet et Klassekampen.
Elle débute en 1998 avec le recueil de poèmes Slaven av blåbæret.. Elle se tourne vers la littérature en 2008 avec Vente, blinke qui deviendra un film en 2015, Kvinner i for store herreskjorter. En 2014, sort la suite Undis Brekke.
Ses ouvrages sont traduits en danois, suédois, allemand et anglais.
La traduction en langue anglaise de son roman Vente, blinke, appelé Wait, blink, est sélectionné pour le National Book Award 2018 dans la catégorie « Traduction ».

## Œuvres

### Poésie
- Slaven ab blåbæret, Det Norske Samlaget, 1998

### Romans et nouvelles
- Knutar, Cappelen, 2004
- Stol og ekstase, Cappelen, 2006
- Vente, blinke, Kolonforlag, 2008
- Knutar +, Kolonforlag, 2012
- Undis Brekke, Kolonforlag, 2014
- Draumeskrivar, Kolonforlag, 2016

## Distinctions
- Bjørnsonstipendet (2006)
- Tanums kvinnestipend (2007)
- Prix de la littérature nynorske (2008)
- Prix Dobloug (2009)
- Sultprisen (2009)
- Prix de la culture Prince Eugène (2010)